# Festival international du film transsaharien
Le Festival international du film transsaharien est un festival du cinéma transsaharien qui se déroule annuellement à Zagora.